# Øystein Sørensen
Øystein Sørensen (* 17. Oktober 1954 in Strømmen) ist ein norwegischer Historiker.

## Leben
Sørensen war in seiner Jugend ein Marxist-Leninist, wurde aber von SUF(m-l) (Sozialistische Jugendfraktion) in den Jahren 1971–1972 wegen „Linksabweichung“ ausgeschlossen. Im Jahre 1981 erwarb er den akademischen Grad Candidatus philologiæ (cand.philol). 1983 veröffentlichte er das Buch Fra Marx til Quisling. Fem sosialisters vei til NS (dt. Von Marx bis Quisling. Die Wege fünf Sozialisten an die NS). Es handelt von fünf ehemaligen Sozialisten, die National-Sozialisten wurden: Eugène Olaussen, Sverre Krogh, Halvard Olsen, Albin Eines und Håkon Meyer. Danach wandte er sich zur Geschichte Norwegens im 19. Jahrhundert, indem er 1984 das Buch 1880-årene. 10 år som rystet Norge (dt. Die 1880er Jahren. Zehn Jahre, die Norwegen erschütterten) publizierte. Mit einer Dissertation über die Weltanschauung Anton Martin Schweigaards promovierte er 1988 zum Dr. phil.
In den 1990er Jahren verfasste er Bücher über Faschismus und Nationalsozialismus in Norwegen. Er verfasste auch einige Artikel für die Enzyklopädie Norsk krigsleksikon 1940–1945 (dt. Norwegisches Kriegslexikon 1940–1945). 1996 wurde er Professor bei der Universität Oslo. Später in den 1990er Jahren widmete er sich dem Nationalismus in Norwegen, indem er Biografien über Fridtjof Nansen und Bjørnstjerne Bjørnson verfasste. In den frühen 2000er Jahren gab er zusammen mit Trond Berg Eriksen die Serie Norsk idéhistorie (deutsch Norwegische Ideengeschichte) heraus. 2004 gab er zusammen mit Hans Fredrik Dahl das Buch Et rettferdig oppgjør? Rettsoppgjøret i Norge etter 1945 (dt. Eine gerechte Lösung? Der gerichtliche Vergleich in Norwegen nach 1945) heraus. Im selben Jahr veröffentlichte er das Buch Historien om det som ikke skjedde (dt. Die Geschichte über das, das nicht passierte), das vom kontrafaktischen Geschichte handelt. Zwei Jahre später publizierte er das Buch Den store sammensvergelsen. Historien om det hemmelige selskapet Illuminatus og dets mange ugjerninger (dt. Die Große Verschwörung. Die Geschichte vom Geheimbund Illuminatus und seine viele Untaten), worin er Verschwörungstheorien über den Illuminatenorden untersucht. Im Jahre 2010 veröffentlichte Sørensen das Buch Drømmen om det fullkomne samfunn (dt. Der Traum vom perfekten Gesellschaft), das verschiedene totalitäre Ideologien miteinander vergleicht.

## Werke
- Fra Marx til Quisling, Aventura, 1983, ISBN 82-588-0258-5.
- 1880-årene. 10 år som rystet Norge, Universitetsforlaget, 1984, ISBN 82-00-06966-4.
- Idéer om frihet, Cappelen, 1986, ISBN 82-02-10772-5.
- A. M. Schweigaards politiske tenkning, Historisk institutt, Universität Oslo, 1988 (Dissertation); als Buch: Anton Martin Schweigaards politiske tenkning, Universitetsforlaget, 1988, ISBN 82-00-02713-9.
- Hitler eller Quisling. Ideologiske brytninger i Nasjonal Samling 1940–1945, Cappelen, 1989, ISBN 82-02-11992-8.
- Solkors og solidaritet. Høyreautoritær samfunnstenkning i Norge ca. 1930–1945, Cappelen, 1991, ISBN 82-02-12941-9.
- Verdenskrig og velferd. Britiske, tyske og norske sosialpolitiske planer under annen verdenskrig, Cappelen, 1993, ISBN 82-02-13843-4.
- Fridtjof Nansen. Mannen og myten, Universitetsforlaget, 1993, ISBN 82-00-21735-3, ISBN 82-525-2523-7.
- Når ble nordmenn norske? Kulturredaksjonen NRK P2, 1995.
- Bjørnstjerne Bjørnson og nasjonalismen, Cappelen, 1997, ISBN 82-02-16240-8.
- als Herausgeber mit Ruth Hemstad: Jakten på det norske. Perspektiver på utviklingen av en nasjonal identitet på 1800-tallet. Ad Notam Gyldendal, 1998, ISBN 82-417-0952-8.
- Kampen om Norges sjel 1770–1905. In: Norsk idéhistorie. Band III, Aschehoug, 2001.
- Historien om det som ikke skjedde. Kontrafaktisk historie, Aschehoug, 2004, ISBN 82-03-22901-8.
- als Herausgeber mit Hans Fredrik Dahl: Et rettferdig oppgjør? Rettsoppgjøret i Norge etter 1945. Pax, 2004, ISBN 82-530-2708-7.
- Den store sammensvergelsen. Historien om det hemmelige selskapet Illuminatus og dets mange ugjerninger. Aschehoug, 2007, ISBN 978-82-03-23382-1.
- Drømmen om det fullkomne samfunn: fire totalitære ideologier – én totalitær mentalitet? Aschehoug, 2010, ISBN 978-82-03-29209-5.
- mit Mathilde Fasting: The Norwegian Exception? Norway's Liberal Democracy Since 1814. C. Hurst, London 2021, ISBN 978-1-78738-560-3.